# Mohammad Ami-Tehrani
Mohammad Ami-Tehrani (in persiano محمد عامی تهرانی‎; Behshahr, 20 settembre 1935 – Teheran, 15 marzo 2020) è stato un sollevatore iraniano medagliato mondiale ed asiatico, che ha gareggiato nella categoria dei pesi medi.

## Carriera
Prese parte ai Giochi olimpici di Roma del 1960, classificandosi al sesto posto. Vinse la medaglia di bronzo ai campionati mondiali di Budapest del 1962 e ai Giochi asiatici di Bangkok del 1966; inoltre conquistò la medaglia d'oro ai campionati asiatici del 1965 di Teheran.